# ويليام هنري شاندلير
ويليام هنري شاندلير (بالإنجليزية: William Henry Chandler)‏ هو رسام أمريكي، ولد في 1854، وتوفي في 26 فبراير 1928.